# Lee Kernaghan
Lee Raymond Kernaghan OAM (ur. 15 kwietnia 1964 w Corryong), australijski muzyk country, w 2008 otrzymał tytuł "Australijczyka roku", zdobywca wielu nagród muzycznych.

## Dyskografia
- Planet Country (2009)
- Spirit of the Bush (2007)
- The New Bush (2006)
- Electric Rodeo (2005)
- Rules Of The Road (2001)
- Hat Town (1998)
- 1959 (1995)
- Outback Club (1995)
- Three Chain Road (1995)